# Ladignac-le-Long
Ladignac-le-Long este o comună în departamentul Haute-Vienne din centrul Franței. În 2009 avea o populație de 1.124 de locuitori.

## Evoluția populației
| An        | 1975  | 1982  | 1990  | 1999  | 2006  | 2009  |
| --------- | ----- | ----- | ----- | ----- | ----- | ----- |
| Populație | 1.390 | 1.245 | 1.190 | 1.089 | 1.115 | 1.124 |